# Veselin Mareshki
Veselin Naydenov Mareshki (en bulgare : Веселин Найденов Марешки, né le 26 mars 1967 à Varna) est un homme politique et oligarque bulgare, fondateur du parti Volya.

## Carrière dans les affaires
Influent homme d'affaires, Veselin Mareshki est propriétaire d’une chaîne de stations-service et de pharmacies. Il est mis en cause dans une affaire de trafic de médicaments à partir de 2019.
Il est condamné en 2020 à quatre ans de prison pour extorsion et chantage.

## Carrière politique
Il soutient le gouvernement de Boyko Borissov.
Il se présente comme le Donald Trump de Bulgarie et est allié au Rassemblement national de Marine Le Pen au niveau européen. 